# Tóth Attila (énekes)
Tóth Attila (Budapest, 1971. június 5. –) magyar musicalénekes, rockénekes.

## Pályafutása
Dunakeszin nevelkedett. Tizenhat éves kora óta különböző rockegyüttesekben énekelt, többek között az Elysian, a Nighthawks, a Rubicon nevű zenekarokban. 2007-ben a Mindfields Factoryval az Emergenza tehetségkutató fesztiválon a második helyen végeztek. Számos neves énektanár segítségével képezte, illetve képzi hangját (Tóth Éva, Lipcsei Edit, Ercse Margit, Vincze Lilla, Sallay Edit, Károly Katalin).
Az országos ismertséget a Magyar Televízió A Társulat című műsora hozta meg számára, amelyben Szörényi Levente–Bródy János István, a király című rockoperájának 25 éves jubileumi előadásához válogattak szereplőket. A műsor során elénekelhette a Sakk című musicalből a Szegény kis srác panaszait, illetve a Mozart!-ból az Árnyékdalt, amelyek a Magyar Televízió kívánságműsorának rendszeresen visszatérő számai lettek. A szereposztó műsorban végül Torda, a fanatikus táltos szerepét nyerte el, amelyet a Papp László Sportarénabeli bemutató után több mint ötvenszer játszhatott el Szikora János rendezésében. Az előadást bemutatták többek között a Szegedi Szabadtéri Játékokon, a kaposvári Csiky Gergely Színházban, a kecskeméti Katona József Színházban. Állandó résztvevője volt A Társulat legemlékezetesebb pillanatait felidéző fellépéseknek. Ebben az időszakban a Griff és a Dirthy Dance nevű rockegyüttesek énekese volt.
2010-ben újabb lendületet kapott a pályája rockzenei és színházi vonalon egyaránt. Május 1-jétől az ország egyik legismertebb heavy metal együttesének, a Pokolgépnek lett az énekese. Rendszeresen koncerteznek Magyarország és a környező országok rockszínpadain. Ebben az évben jelent meg új koncertalbumuk is, Újratöltve címmel. 2010 szeptemberétől a Madách Színházban is megmutathatja különleges hangi adottságait: Jézust alakítja a Tim Rice-Andrew Lloyd Webber által írt Jézus Krisztus szupersztár című rockoperában Szirtes Tamás rendezésében. 
2010 októberétől a kecskeméti Katona József Színházban már egy teljesen más jellegű karakterű szerepben állt színpadra: Javert felügyelőként Victor Hugo: A nyomorultak című regénye alapján Claude-Michel Schönberg és Alain Boublil által írt musicalben, Korcsmáros György rendezésében. 2012 áprilisától Mefisztulész I. szerepében is látható a Madách Színházban T. S. Eliot–Andrew Lloyd Webber Macskák című musicaljében. 2013 májusától a Pintér Tibor által vezetett Sziget Színház előadásaiban is szerepel.
2013-ban Pataki Attila és Pintér Tibor régi álma vált valóra és megszületett a Kör musical melyben Tóth Attila főszerepet kapott. Májusban volt a bemutató majd ezt követően egész évet lefedő turné következett.
2018-ban úgy tűnt Sipos Pétert váltja  a volt Edda Művek- tagokból álló Zártosztály zenekar énekesi-frontemberi posztján, de végül visszalépett, mivel nem egyeztetett erről Kukovecz Gáborral.

## Magánélete
Első házasságából egy fia született 1991-ben. Második felesége Laki Dóra táncművész, a Fuego táncegyüttes vezetője.

### Betegsége
2019 novemberében stroke-on esett át, melynek következtében jobb oldala megbénult, a sérülés a beszédére is hatással volt. Két éve elteltével rendbe jött annyira, hogy színpadra tudott állni. Egy podcast epizódban beszélt arról is, hogy a stroke-ot rendkívül magas vérnyomása okozhatta, valamint a testépítésben használt szteroidok is hatással lehettek rá. Elmondta azt is, hogy korábban hat évig kábítószerezett.

## Színházi szerepei
- Torda (Szörényi Levente – Bródy János: István, a király, A Társulattal, 2008. június 18-tól)
- Jézus (Tim Rice – Andrew Lloyd Webber: Jézus Krisztus szupersztár, Madách Színház, 2010.szeptember 19-től)
- Javert (Claude-Michel Schönberg – Alain Boublil: A nyomorultak, kecskeméti Katona József Színház, 2010. október 5-től)
- Mefisztulész I. (T.S. Eliot-Andrew Lloyd Webber: Macskák, Madách Színház, 2012. április 26-tól)
- Szezár (Gömöry Zsolt-Pataky Attila: A Kör, Sziget Színház, 2013. május 17-től)
- Árpád (Szűts István-Koltay Gergely: Honfoglalás, Sziget Színház, 2013. május 23-tól)
- Jean Valjean (Claude-Michel Schönberg – Alain Boublil: A nyomorultak, Madách Színház)

## Együttesei
- Elysian (1999–2001)
- Nighthawks (2003–2004)
- Rubicon (2004–2007)
- Mindfields Factory (2006–2007)
- Griff (2008–2010)
- Dirty Dance (2009–2010)
- Pokolgép (2010-2023)
- Mobilmánia (2023-)

## Filmes szerepei
- Adj békét Uram! (2007)
- István, a király (2008)
- Mulat a Társulat (2008)
- Géniusz, az alkimista (2010)

## Egyéb fellépések
- Csináljuk a fesztivált – televíziós fellépések – m1 (2008)
- Music-kell – önálló est – Dunakeszi (2009)
- Musical Plusz – Budapest, Pataky Művelődési Központ (2010-től)
- Musical világ – önálló műsorok
- Tóth Attila két arca – önálló estek

## Lemezei
- Elysian: Elrendeltetett (2001)
- Mindfields Factory: EP (2006)
- A Társulat: Szörényi Levente–Bródy János: István, a király (2008) (CD+DVD)
- A Társulat: A legjobb dalok (2008) (CD+DVD)
- A Társulat: Sztárkarácsony (2008) (CD)
- Pokolgép: Újratöltve (2010) (CD) koncert
- Pokolgép: Metalbomba (2016)

## Külső hivatkozások
- Tóth Attila a PORT.hu-n (magyarul)